# Lac à la Loutre (Montréal)
Le lac à la Loutre (aussi anciennement cartographié petit lac Saint-Pierre ou simplement lac Saint-Pierre) était un lac marécageux de l'île de Montréal qui a existé jusqu'au XIXe siècle.

## Histoire
Avant l'arrivée des Européens, les rives du lac étaient cultivées par les Autochtones, qui racontent alors que « le lac à la Loutre était le bébé castor qui dormait dans le ventre de la maman castor, à savoir l’île de Montréal ». En Nouvelle-France, le lac et la rivière Saint-Pierre permettaient aux voyageurs désirant se rendre vers l'ouest d'éviter les rapides de Lachine. Ce désir de naviguer rapidement et efficacement en contournant les rapides du fleuve Saint-Laurent a abouti par le remblaiement et l'asséchement du marais pour construire le canal de Lachine.

## Postérité
La principale trace de cet ancien lac est sans doute le canal de Lachine, qui passe approximativement au centre de ce qui était lac à la Loutre. L'autoroute 20, à l'ouest de l'échangeur Turcot, passe également directement à travers l'ancien lac.
En 2007, on propose de recreuser le lac en partie dans le cadre du vaste projet de reconstruction et de revitalisation des environs de l'échangeur Turcot.
Le parc du Lac-à-la-Loutre, situé à l'ancienne extrémité Est du lac (45° 28′ 16″ N, 73° 35′ 10″ O), commémore ce lieu disparu,.